# Distrito de Rivière du Rempart
Rivière du Rempart es uno de los distritos de Mauricio, ubicado al noreste de la isla. Su capital es la ciudad de Mapou, pero su mayor ciudad es Grand Bay, famosa por sus hoteles.
Otras grandes ciudades del distrito son Cabo Malheureux y Grand Gaube ubicados en la zona costera.
Rivière du Rempart está comunicada por medio de dos carreteras y se localiza al noreste de Port Louis y al norte de Grand Port.
- Datos: Q1053565
- Multimedia: Rivière du Rempart District / Q1053565